# Colobostruma froggatti
Colobostruma froggatti é uma espécie de formiga do gênero Colobostruma, pertencente à subfamília Myrmicinae.